# 佳能 EOS 7D Mark II
佳能EOS 7D Mark II是佳能于2014年9月15日推出的一款APS-C画幅单镜反光相机，有效像素为2020万。是佳能EOS 7D的后续产品。发布时建议售价为$1799美元。

## 特点
- 20.2百万有效像素 APS-C CMOS图像传感器
- 双DIGIC6图像传感器
- 实时取景模式
- 100%视野率取景器，约1倍放大倍率（使用50mm镜头对无限远对焦）[3]
- 10张/秒高速连拍
- 65点全十字型对焦系统
- ISO感光度范围100-16000（可扩展至51200）
- 全新15万像素、RGB+红外测光感应器
- 镁合金机身，具备防水滴防尘性能
- 镜头歪曲相差校正[4]
- SD与CF卡双卡槽